# Sonja Tajsich
Sonja Tajsich née Heubach le 3 décembre 1975 à Munich en Allemagne est une triathlète professionnelle, vainqueur sur triathlon Ironman.

## Biographie
Sonja Tajsich débute en triathlon comme professionnelle en 2002 et s'engage sur distance Ironman en 2006, sur le Challenge Roth. Elle connait son premier succès en remportant l'Ironman Malaisie cette même année. Après un congé maternité entre 2007 et 2008 elle reprend sa carrière en 2009. En 2010 elle remporte l'Ironman Afrique du Sud et le titre continental. Elle remporte également sa troisième victoire sur le circuit Ironman en s'imposant en aout 2010 sur l'épreuve de Ratisbonne en Allemagne.
En 2011, elle intègre l'équipe Erdinger et prend la seconde place du championnat d'Europe longue distance à Francfort en 2012. Sonja Tajsich se qualifie six fois pour le championnat du monde d'Ironman à Kona et prend la quatrième place lors de l'édition 2012.
Elle est éloignée du circuit en 2013 pour cause de maladie et reprend la compétition en 2014, ou elle prend la 10e place de l'Ironman Lanzarote et la troisième au mois de juillet de l'Ironman Suisse. En 2014, elle prend comme entraineur Wolfram Bott. En juillet 2015, elle termine à la quatrième place du championnat d'Europe d'Ironman à Francfort et monte sur la troisième marche du podium de l'Ironman de Copenhague. Ces bons résultats lui permettent de se qualifier pour la finale à Hawaï. Mais un diagnostic IRM révèle une fracture de fatigue due à sa dernière course, l’empêchant de prendre le départ de l'épreuve d'Hawaï.
Sonja Tajsich vit avec son mari Thomas et sa fille  à Ratisbonne. Sonja Tajsich fait partie de la société d'organisation Purendure Event GmbH, qui est partenaire d'organisation du premier Défi Regensburg sous la marque Challenge qui prend la suite de l'Ironman Regensburg qui n'est plus organisé depuis 2013.

## Palmarès

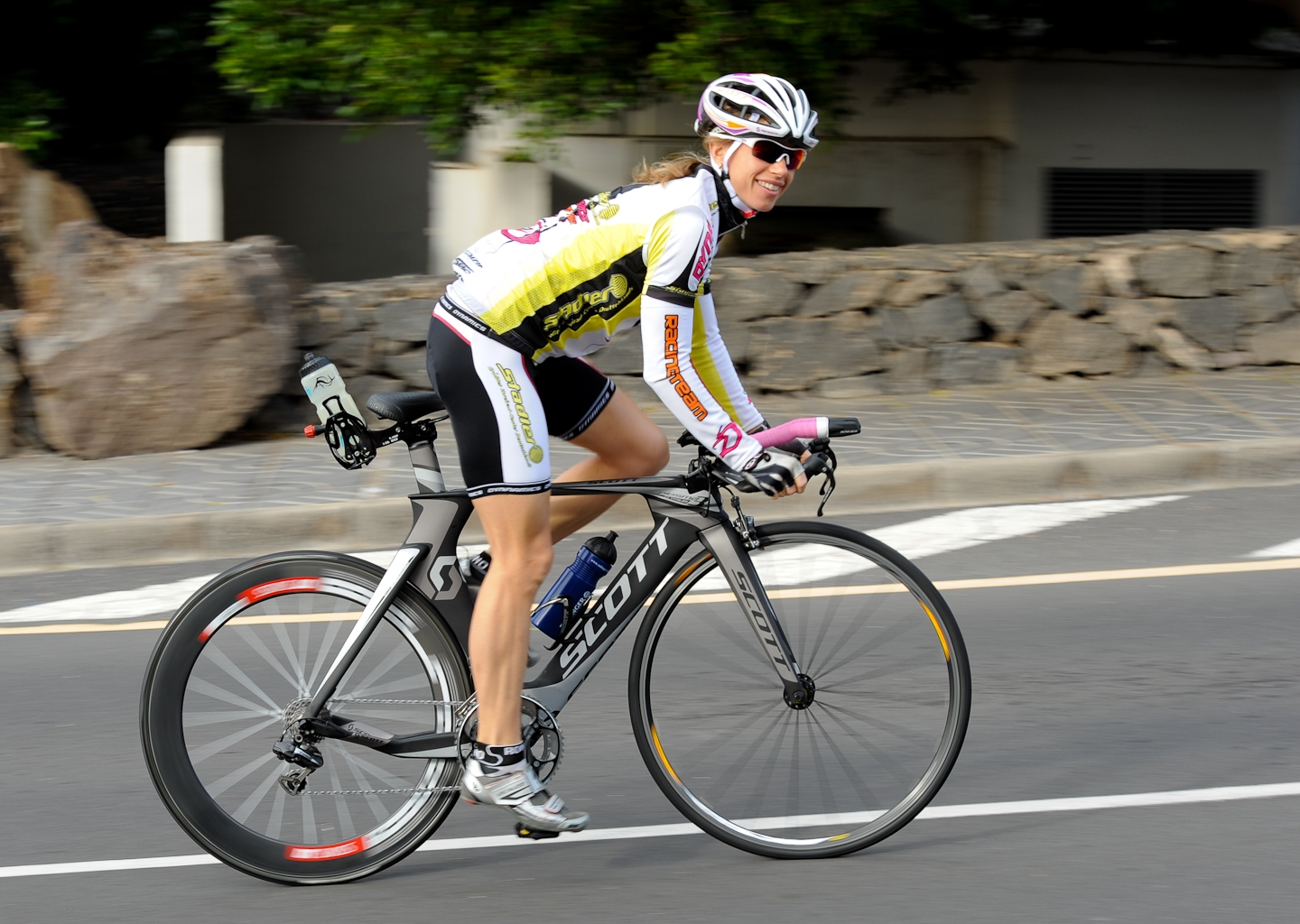
Sonja Tajsich à l'entrainement avant l'Ironman Lanzarote 2011

Le tableau présente les résultats les plus significatifs (podium) obtenus sur le circuit international de triathlon et triathlon d'hiver depuis 2004,,.
| Année | Compétition                                            | Pays           | Position           | Temps            |
| ----- | ------------------------------------------------------ | -------------- | ------------------ | ---------------- |
| 2023  | Championnats d'Autriche de triathlon d'hiver (invitée) | Autriche       | Médaille d'argent  | 1 h 41 min 55 s  |
| 2023  | Swissman Xtreme Triathlon                              | Suisse         | Médaille d'argent  | 19 h 27          |
| 2017  | Ironman Brésil                                         | Brésil         | Médaille d'argent  | 8 h 57 min 36 s  |
| 2017  | Ironman Mexique                                        | Mexique        | Médaille de bronze | 9 h 0 min 53 s   |
| 2015  | Ironman Copenhague                                     | Danemark       | Médaille de bronze | 9 h 8 min 43 s   |
| 2015  | Ironman 70.3 Dublin                                    | Irlande        | Médaille de bronze | 4 h 38 min 21 s  |
| 2015  | Ironman 70.3 Suisse                                    | Suisse         | Médaille d'argent  | 4 h 26 min 49 s  |
| 2014  | Ironman Suisse                                         | Suisse         | Médaille de bronze | 9 h 29 min 15 s  |
| 2012  | Challenge Roth                                         | Allemagne      | Médaille d'argent  | 8 h 49 min 47 s  |
| 2012  | Ironman Mexique                                        | Mexique        | Médaille de bronze | 9 h 21 min 30 s  |
| 2012  | Ironman 70.3 Zell am See-Kaprun                        | Autriche       | Médaille d'argent  | 4 h 14 min 7 s   |
| 2011  | Ironman Allemagne                                      | Allemagne      | Médaille de bronze | 9 h 14 min 14 s  |
| 2011  | Ironman Mexique                                        | Mexique        | Médaille d'argent  | 9 h 23 min 13 s  |
| 2010  | Ironman Afrique du Sud                                 | Afrique du Sud | Médaille d'or      | 9 h 16 min 55 s  |
| 2010  | Ironman Ratisbonne                                     | Allemagne      | Médaille d'or      | 9 h 9 min 46 s   |
| 2009  | Ironman Afrique du Sud                                 | Afrique du Sud | Médaille d'argent  | 9 h 27 min 59 s  |
| 2009  | Ironman Autriche                                       | Autriche       | Médaille d'argent  | 8 h 59 min 45 s  |
| 2006  | Ironman Malaisie                                       | Malaisie       | Médaille d'or      | 10 h 8 min 13 s  |
| 2004  | Ironman Lanzarote                                      | Allemagne      | Médaille de bronze | 10 h 17 min 38 s |
| 2004  | Ironman Suisse                                         | Suisse         | Médaille de bronze | 9 h 36 min 51 s  |